# 荒川区立尾久西小学校
荒川区立尾久西小学校（あらかわくりつ おぐにししょうがっこう）は、東京都荒川区にある公立小学校。略称は尾久西小（おぐにししょう）。

## 概要
1923年、当時の東京府北豊島郡尾久町に開校した。
大正年間から長い伝統を持つ小学校であり、第二次世界大戦終了後には西尾久周辺の就学児童増加の影響で総員1,500名を超え、荒川区内の公立小学校に於ける最多在籍児童数を数えていたこともあった。
荒川区の社会福祉法人である上智社会事業団により当校の施設を利用し、放課後に保護者不在児童を預かって学習や遊戯などを援助するクラブ「尾久西小学童クラブ・にこにこすくーる」が運営されている。

## 沿革
- 1923年（大正12年）4月1日[1] - 「東京府北豊島郡尾久西尋常小学校」として開校。
- 1932年（昭和7年）10月1日 - 北豊島郡尾久町が東京市に編入された事により、「東京市尾久西尋常小学校」に改称。
- 1934年（昭和9年） - 尾久宮前小学校新設に伴い、児童分離。
- 1941年（昭和16年）4月 - 国民学校令施行に伴い、「東京市尾久西国民学校」に改称。
- 1943年（昭和18年）7月1日 - 東京市と東京府が統合した東京都（東京都制）発足により、「東京都尾久西国民学校」に改称。
- 1944年（昭和19年） - 戦局の悪化により、福島県田村郡の小野新町と滝根町に集団疎開。
- 1945年（昭和20年） - 空襲により、校舎が全焼。
- 1947年（昭和22年）4月 - 学校教育法施行に伴い、「東京都荒川区立尾久西小学校」に改称。
- 1948年（昭和23年） - 新校章を制定。
- 1949年（昭和24年） - 尾久西小学校父母と先生の会を発足。
- 1951年（昭和26年） - 尾久第六小学校新設に伴い、児童分離。
- 1958年（昭和33年） - 校歌決定発表会を開催。
- 1959年（昭和34年） - 小台橋小学校新設に伴い、児童分離。
- 1970年（昭和45年） - 心身障害学級（特別支援学級）「わかくさ学級」を開設。
- 1973年（昭和48年） - 新校舎（現校舎）を落成。
- 1980年（昭和55年） - 体育館（現体育館）を落成。
- 1987年（昭和62年） - 音楽会を開催（以後3年周期で音楽会・展覧会・学芸会を実施）。
- 1992年（平成4年） - あぶくま会記念碑の除幕式典を挙行。
- 1993年（平成5年） - ランチルームを設置。
- 1998年（平成10年） - コンピュータ室を設置。
- 1999年（平成11年） - 尾久西フェスティバルを実施。
- 2000年（平成12年） - グリーンスポットを設置。
- 2003年（平成15年） - 小台橋小学校を統合。
- 2004年（平成16年） - 英語教室を開設。
- 2005年（平成17年） - 校庭を芝生化。
- 2007年（平成19年） - ビオトープ「かっぱ池」を設置。
- 2008年（平成20年） - スクール安全ステーション開所式を挙行。
- 2010年（平成22年） - 理科室を改修。
- 2011年（平成23年） - 校帽と、新たな学校教育目標および改訂教育目標「尾久西合い言葉」を制定。
- 2013年（平成25年） - 東京都オリンピック・パラリンピック教育推進校に指定。
- 2016年（平成28年） - ジュニア防災クラブを創設。かっぱ池を再整備。第三図書館を整備。子供ギャラリーを2階に設置。
- 2017年（平成29年） - ひょうたん池を再整備。子供ギャラリーを1階に設置。
- 2023年（令和5年）11月18日 - 創立100周年記念式典挙行[4]。

## 教育目標
- やさしく
- かしこく
- たくましく
- 輝け!尾久西の子

## アクセス
- 都電荒川線荒川遊園地前停留場から学校正門まで、徒歩約100m・約1-2分。
  - なお、都電停留所から学校敷地は目の前だが、正門までは道路との位置関係で、若干距離がある。
  - また、都電通り沿いにも門はあるが、学校関係者以外の利用はできない。

## 周辺
- 愛の家グループホーム西尾久 - 敷地が隣接
- 荒川遊園通り（荒川区道）
- 都電荒川線 荒川遊園地前停留場
- あらかわ遊園運動場
  - 警視庁尾久警察署荒川遊園前交番
  - スポーツハウス

そのほか、中小規模のマンション・アパートや店舗が点在している。

## 出身者
- ジャガー横田 - 女子プロレスラー・タレント
- 伊集院光 - お笑いタレント
- 冨田均 - 作家・エッセイスト
- 桂やまと - 落語家